# Dyckia hatschbachii
Dyckia hatschbachii är en gräsväxtart som beskrevs av Lyman Bradford Smith. Dyckia hatschbachii ingår i släktet Dyckia och familjen Bromeliaceae. Inga underarter finns listade i Catalogue of Life.